# Virologi

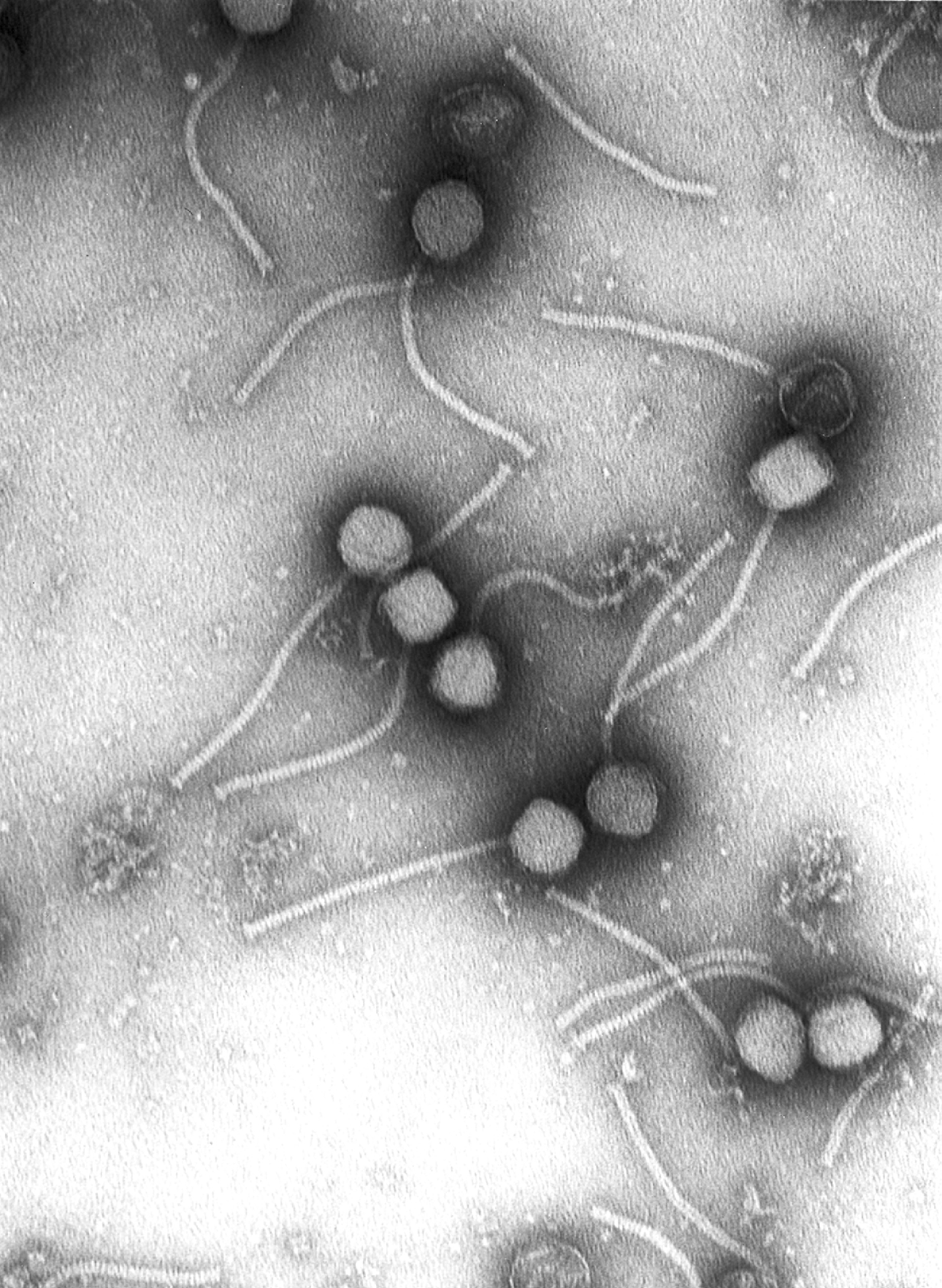
Gammabakteriofag, ett exempel på ett virus

Virologi, som ofta räknas till mikrobiologi eller till patologi, är vetenskapen om organiska virus. I disciplinen ingår studier av virusens struktur, hur de infekterar och utnyttjar celler för att reproducera sig och sprida sjukdomar. En virolog klassificerar även virus, tar fram sätt att isolera dem, samt odlar virus för att kunna använda dem för forskning och behandling.
Virologer studerar också "subvirala partiklar", smittsamma enheter, särskilt mindre och enklare än virus. Sådana partiklar är prioner, proteiner som kan existera i en patologisk form som får andra prionmolekyler att anta samma form.

## Virussjukdomar och värdens försvar mot dem
Den viktigaste motiveringen för studier av virus är det faktum att de orsakar många viktiga infektionssjukdomar, bland dem förkylning, influensa, rabies, mässling och många former av diarré, hepatit, denguefeber, gula febern,  polio, smittkoppor och AIDS. Herpes simplex orsakar förkylningssår och genital herpes och undersöks som en möjlig faktor i Alzheimer.
Vissa virus, kända som oncovirus (cancerframkallande virus), bidrar till utvecklingen av vissa former av cancer. Det bäst studerade exemplet är sambandet mellan papillomvirus och livmoderhalscancer: nästan alla fall av livmoderhalscancer orsakas av vissa stammar av detta sexuellt överförda virus. Ett annat exempel är kombinationen av infektion med hepatit B- och hepatit C-virus och levercancer.

## Genterapi
De första försöken med genterapi med användning av virala vektorer påbörjades på tidigt 1980-tal, då retrovirus utvecklades, som kunde införa en främmande gen i värdens genom. De innehöll den främmande genen, men innehöll inte det virala genomet, och kunde därför inte reproducera sig. Tester på möss följdes av tester på människa från och med 1989. De första mänskliga studierna försökte korrigera den genetiska sjukdomen svår kombinerad immunbrist (SCID), men den kliniska framgången var begränsad. Under perioden 1990 till 1995 testades genterapi på flera andra sjukdomar och med olika virala vektorer, men det blev tydligt att de ursprungligen höga förväntningarna var överdrivna. Ett bakslag inträffade 1999 när 18-åringen Jesse Gelsinger dog i ett genterapiförsök. Han hade fått en adenovirus-vektor och på det reagerade hans immunförsvar så kraftigt att han inte överlevde. År 2000 rapporterades framgång i genterapi av två fall av X-kopplad  SCID.

## Endogena retrovirus
Endogena retrovirus (ERV) är endogena viruselement i genomet som liknar och kan härledas från retrovirus. De finns rikligt i genomen hos ryggradsdjur, och de utgör upp till 5–8% av det mänskliga genomet (det finns även lägre uppskattningar på ~ 1%).
Ett endogent retrovirus (ERV) är ett retrovirus vars genom har permanent integrerats i genlinjen genom någon organism och som därför kopieras med varje reproduktion av den organismen. Det uppskattas att cirka 9 procent av det mänskliga genomet har sitt ursprung i ERV. 2015 visades det att proteiner från ett ERV finns i 3 dagar gamla mänskliga embryon och verkar spela en roll i embryonal utveckling och skydda embryon från infektion med andra virus.